# 難產
難產（Obstructed labour）是指分娩時，子宮雖然正常收縮，但卻因物理因素無法順利產出胎兒的情形。難產誘發的併發症除了因胎兒缺氧造成致命性的周產期窒息，母體也可能遭受感染、子宮破裂，或出現產後出血的情形。母體的長期的併發症包括生產性瘻管。一般相信難產的主因是滯產，即生產過程超過一般約12小時的分娩時程。難產可能導致包括胎兒死亡、呼吸困難、腦細胞受損等問題。
造成難產的主要因素包括：胎兒體型較大或胎位不正、骨盆腔狹小以及產道異常。胎位不正，包括肩難產（Shoulder Dystocia），是指胎兒頭部分娩後，前肩無法順利從恥骨下通過。造成骨盆腔狹小的危險因子包括營養不良以及缺乏日照所造成的维生素D缺乏症。青少年產婦由於骨盆腔尚未發育完全，也較常見有骨盆腔狹小的問題。產道問題則包含了狹窄的陰道和會陰部，可能的成因是女性生殖器切割或是腫瘤。產程圖常用來追蹤產程進展並診斷產程問題。產程圖配合理學檢查可診斷出難產。
處理難產的狀況可能需要剖腹生產或是真空吸引，甚至可能進行恥骨聯合切開術。其他的處置方式包括持續給予孕婦充分的水份，如果羊膜已經破裂長達18個小時以上需投與抗生素。在非洲與亞洲，難產的發生率為總生產量的百分之二到五。在2013年，難產造成了19,000個死亡案例，和1990年的29,000例較為下降（難產大約與百分之八的孕产妇死亡死因有關）。與難產相關的死亡案例大多發生於開發中國家。

## 延伸閱讀
- (PDF) 2nd. Geneva [Switzerland]: World Health Organisation. 2008  [2015-11-15]. ISBN 9789241546669. （原始内容 (PDF)存档于2015-02-21）.